# Alepocephalus bairdii
Alepocephalus bairdii é uma espécie de peixe pertencente à família Alepocephalidae.
A autoridade científica da espécie é Goode & Bean, tendo sido descrita no ano de 1879.

## Portugal
Encontra-se presente em Portugal, onde é uma espécie nativa.
O seu nome comum é celindra.

## Descrição
Trata-se de uma espécie marinha. Atinge os 93 cm de comprimento padrão , com base de indivíduos de ambos os sexos.